# Tuvtjärnen (Karlskoga socken, Värmland)
Tuvtjärnen är en sjö i Karlskoga kommun i Värmland och ingår i Göta älvs huvudavrinningsområde. Sjön är 6 meter djup, har en yta på 0,003 kvadratkilometer och befinner sig 224 meter över havet.